# Boss Corporation
BOSS – oddział Roland Corporation, japońskiego koncernu specjalizującego się w produkcji sprzętu muzycznego oraz akcesoriów. Firma jest popularna dzięki palecie kompaktowych efektów przeznaczonych dla gitarzystów i basistów.

## Historia
Kiedy firma Roland zdecydowała się założyć osobny oddział produkujący dla gitarzystów we wczesnych latach 70., zdecydowano nazwać go MEG (Musical Egineering Group). Wzięto jednak pod uwagę, że Meg jest imieniem kobiet w Ameryce, toteż może to niekorzystnie wpłynąć na sprzedaż, jako że duża część klientów to kobiety. Poszukano więc innej nazwy, która mogłaby wyrażać moc i mistrzostwo - tak powstała obecna nazwa - BOSS. (AbuseArt: boss = ang. szef)
Pierwszy produkt Bossa został nazwany B-100 The Boss, wypuszczono go w 1974 roku. Użytkownik otrzymywał wraz z nim przypinany przedwzmacniacz i pick-up do gitary akustycznej. W tym momencie Boss nie funkcjonował jako odrębna firma.
Pierwszy stomp-box Bossa powstał w 1976 roku i został nazwany CE-1 Chorus Ensemble. Był dużym, samodzielnie zasilanym urządzeniem. Był popularny wśród takich artystów, jak Andy Summers i można go było usłyszeć na różnych nagraniach, ale ostateczne rozwiązanie przyszło dopiero później.
Boss rozszerzył linię kompaktowych pedałów, zaczętą w 1977 r. wypuszczając na rynek trzy nowe urządzenia: Overdrive OD-1, Phaser PH-1 oraz korektor parametryczny nazwany Spectrum SP-1. Chyba najbardziej popularny dziś Distortion DS-1 został wprowadzony do sprzedaży w 1978 roku. Poza nim, światło dzienne ujrzał również T Wah TW-1. Pierwszy kompaktowy chorus CE-2 pojawił się w roku 1979, a pierwszy Flanger 1980 r. W 1987 r. Boss wypuścił aż 9 nowych kostek, wśród nich popularny Turbo Distortion DS-2. W roku 1991 powstał popularny wśród "młodych metalowców" Metal Zone MT-2. Wielu porównywało obudowy do czołgu. Boss stosuje wysokiej jakości metalowe obudowy o kodzie w jasnych i wyrazistych barwach. Efekty te są łatwe do dopasowania do pedalboardów, ze względu na standardowy rozmiar.

### Japonia/Tajwan
Produkty Bossa były oryginalnie produkowane w Japonii, a od 1990 r. produkcja przeniosła się na Tajwan. Niektórzy użytkownicy stwierdzają różnice pomiędzy brzmieniem pedałów ze starej fabryki a tymi z nowej, niektóre efekty mogą się nieznacznie różnić konstrukcyjnie.
Wczesne produkcje miały metalową śrubę zabezpieczającą dostęp do baterii, zaś w późniejszych modelach dodano plastikowe pokrętło umożliwiające wymianę baterii bez użycia narzędzi. Design pozostał praktycznie niezmieniony już przez ponad 25 lat. Wczesne egzemplarze DS-1 miały symbol "DS-1" zaczynający się równo pod literą "T" słowa Distortion. W nowszych oznaczenie jest nieco mniejsze i zaczyna się pod literą "I"

## Produkty

### Kompaktowe kostki
- BD-2 Blues Driver
- DS-1 Distortion
- DS-2 Turbo Distortion
- MT-2 Metal Zone
- MD-2 Mega Distortion
- ML-2 Metal Core
- HM-2 Heavy Metal
- OD-3 Overdrive
- OS-2 Overdrive/Distortion
- SD-1 Super Overdrive
- FZ-5 Fuzz
- DD-3 Digital Delay
- DD-7 Digital Delay
- RV-3 Digital Delay Reverb
- RV-5 Digital Reverb
- BF-3 Flanger
- CE-5 Ensemble Chorus
- CH-1 Super Chorus
- PH-3 Phase Shifter
- TR-2 Tremolo
- AC-2 Acoustic Simulator
- AC-3 Acoustic Simulator
- AW-3 Dynamic Wah
- GE-7 Equalizer
- CS-3 Compression Sustainer
- OC-3 Super Octave
- PS-5 Super Shifter
- CEB-3 Bass Chorus
- GEB-7 Bass Equalizer
- LMB-3 Bass Limiter Enhancer
- ODB-3 Bass Overdrive
- SYB-3 Bass Synthesizer
- SYB-5 Bass Synthesizer
- LS-2 Line Selector
- NS-2 Noise Suppressor
- RC-2 Loop Station

### Podwójne pedały, loopy i kaczki
- CE-20 Chorus Ensemble
- DD-20 Giga Delay
- EQ-20 Advanced EQ
- OD-20 Drive Zone
- RT-20 Rotary Ensemble
- RC-50 Loop Station
- RC-2 Loop Station
- GP-20 Amp Factory
- PW-10 V-Wah

### Multi-Efekty
- SE-70 Multiple Effects Procesor
- GT-Pro Guitar Effects Processor
- VF-1 24-bit Multiple Effects Processor
- GT-6 Guitar Effects Processor
- GT-8 Guitar Effects Processor
- ME-5 Guitar Multiple Effects
- ME-50 Guitar Multiple Effects
- GT-6B Bass Effects Processor
- ME-50B Bass Multiple Effects
- GT-10 Guitar Effects System with USB Audio Interface
- ME-20 Guitar Multiple Effects
- ME-25 Guitar Multiple Effects with USB Audio Interface
- ME-33 Guitar Multiple Effects
- GT-100 Guitar Multieffect with USB Audio Interface

### Procesory dla gitar akustycznych
- AD-3 Acoustic Instrument Processor
- AD-5 Acoustic Instrument Processor
- AD-8 Acoustic Guitar Processor

### Rejestratory wielościeżkowe
- BR-600 Digital Recorder
- BR-864 8-Track Digital Studio
- BR-900CD Digital Recording Studio
- BR-1180CD Digital Recording Studio
- BR-1200CD Digital Recording Studio
- BR-1600CD Digital Recording Studio
- BR-1600CD Version 2 Digital Recording Studio
- MICRO BR Digital Recorder

### Samplery i efekty do wokalu
- SP-202 Dr. Sample
- SP-303 Dr. Sample
- SP-505 Groove Sampling Workstation
- VT-1 Voice Transformer

### Automaty perkusyjne i metronomy
- DB-12 Dr. Beat
- DB-30 Dr. Beat
- DB-60 Dr. Beat
- DB-66 Dr. Beat
- DB-88 Dr. Beat
- DB-90 Dr. Beat
- DR-202 Dr. Groove
- DR-3 Dr. Rhythm
- DR-670 Dr. Rhythm
- DR-770 Dr. Rhythm
- DR-880 Dr. Rhythm

### Tunery
- TU-2 Chromatic Tuner
- TU-3 Chromatic Tuner
- TU-6 Guitar Tuner
- TU-8 Guitar & Bass Auto Tuner
- TU-12 Chromatic Tuner
- TU-12H Chromatic Tuner
- TU-15 Chromatic Tuner
- TU-80 Tuner & Metronome